# Antoni Petruszewicz
Antoni Petruszewicz, (ukr. Антоній Петрушевич, ur. 18 stycznia 1821 w Dobrzanach koło Stryja, zm. 23 września 1913 we Lwowie) – duchowny greckokatolicki, historyk, filolog, polityk ukraiński i staroruski, poseł na galicyjski Sejm Krajowy i do austriackiej Rady Państwa.

## Życiorys
Ukończył gimnazjum w Stryju (1840), następnie w latach (1841–1847) studiował na uniwersytecie i w gr.-kat. Seminarium Duchownym we Lwowie, tam otrzymał święcenia kapłańskie w 1847. Został wówczas kapelanem o osobistym sekretarzem arcybiskupa lwowskiego Michała Lewickiego, jednocześnie pracował w biurze notarialnym gr.-kat. archidiecezji we Lwowie (1850-1856). Po śmierci biskupa był wykonawcą jego ostatniej woli, w imieniu zmarłego przekazał jego księgozbiór kapitule gr.-kat. diecezji przemyskiej. W latach 1857–1862 był proboszczem parafii gr.-kat. w Nowicy Górnej w pow. kałuskim. Następnie od 1857 radca konsystorza, a od 1862 był kustoszem Kapituły Metropolitalnej greckokatolickiej we Lwowie. Od 1873  prałat kurator w katedrze św. Jerzego.
Jako polityk był związany początkowo z ukraińskim ruchem narodowym, następnie przeszedł do ruchu staroruskiego, sympatyzując z tzw. stronnictwem świętojurskim. W okresie Wiosny Ludów członek Głównej Rady Ruskiej (1848-1851). Współzałożyciel w 1848 stowarzyszenia kulturalnego Matyca Hałycko-Ruska. Członek Towarzystwa im. Mychajła Kaczkowskiego. Poseł na Sejm Krajowy Galicji I kadencji (15 kwietnia 1861 - 31 grudnia 1866), II kadencji (18 lutego 1867 - 21 maja 1870) i III kadencji (20 sierpnia 1870 - 26 kwietnia 1876), wybieranym w IV kurii (gmin wiejskich) w okręgu Stryj z okręgu wyborczym nr 35 Kałusz-Wojniłów. Poseł do Rady Państwa w Wiedniu V kadencji (4 listopada 1873 - 22 maja 1879) wybranym w kurii IV (gmin wiejskich) w okręgu wyborczym nr 16 (Kałusz-Wojniłów-Dolina-Bolechów-Rożniatów-Bóbrka-Chodorów). W parlamencie należał do Klubu Ruskiego (Ruthenenklub). Jak go scharakteryzował Kazimierz Chłędowski: księdza Petruszewicza, szczupłego pochylonego starca, zbliżała trochę do Polaków umiejętność był bowiem znanym archeologiem, badał równie polskie jak ruskie zabytki, ale w rzeczach polityki był twardy i podstępny, 
Pochowany na Cmentarzu Łyczakowskim we Lwowie.

## Prace naukowe
W pracy naukowej zajmował się historią średniowieczną cerkwi prawosławnej, filologią wschodniosłowiańską oraz edytorstwem. Prowadził obszerne badania archiwalne dziejów Kościoła prawosławnego w Galicji, Rumunii i na Bukowinie. Opracował słownik porównawczy języków słowiańskich. Przygotował do edycji Akti otnosjaszczejsia k istoryi Jużno-Zapadnoj Rusi (1868), Lwowskaja Letopis r. 1498 po 1649 (1868), Sobornoje posłanije ruskoho duchowenstwa i mirjam k rimskoju Papje Sikstu IV, pisannoje iz Wilny 14 Marta 1476 (1870), Wołynsko-Halickaja Litopis (1205-1292) (1871), Putnik o grade Ierusalime (1872), Zbiorowy Halicko-Ruski Latopisiec od 1600 do 1700 roku (1874), rękopisy dzieł pisarzy i uczonych ukraińskich. Współpracował z pismami "Galiciana", "Galicyjski Zbiór Historyczny" i "Galicyjski Zbiór Naukowy". Od 1872 był członkiem czynnym  Akademii Umiejętności w Krakowie (późniejszej PAU). Ogłosił ok. 150 własnych prac, m.in.:
- Słów kilka napisanych w obronie ruskiej narodowości (1848)
- O katedralnej cerkwi Matki Boskiej i biskupach w Haliczu w XII wieku (1853–1860)
- Rys historyczny ludu polskiego (1862)
- O biskupstwie chełmskiem (1866–1868)
- Chełmskaja Eparchia i Swiatiteli jeja (1867)
- Kto bili Bolochowskie kniazja (1877)
- Kratkoje istoriczeskoje izwiestia o wremieni wwiedienia christianstwa na Galickoj Rusi (1882)
- Kritiko-istoriczeskija razsużdienia o nadniestranskom gorodzie Galicza i jego dostopamiatnostiach (1888)
- Polski korol Joann III i Moldawia (1898)
- O pierwszym związku familii u asyryjskich narodów, w szczególności u Słowian (1905)

## Rodzina
Urodził się w rodzinie greckokatolickiego duchownego, był synem proboszcza w Dobrzanach Stefana Petruszewicza.